# کنگره (معماری)

کنگره‌های تخت جمشید

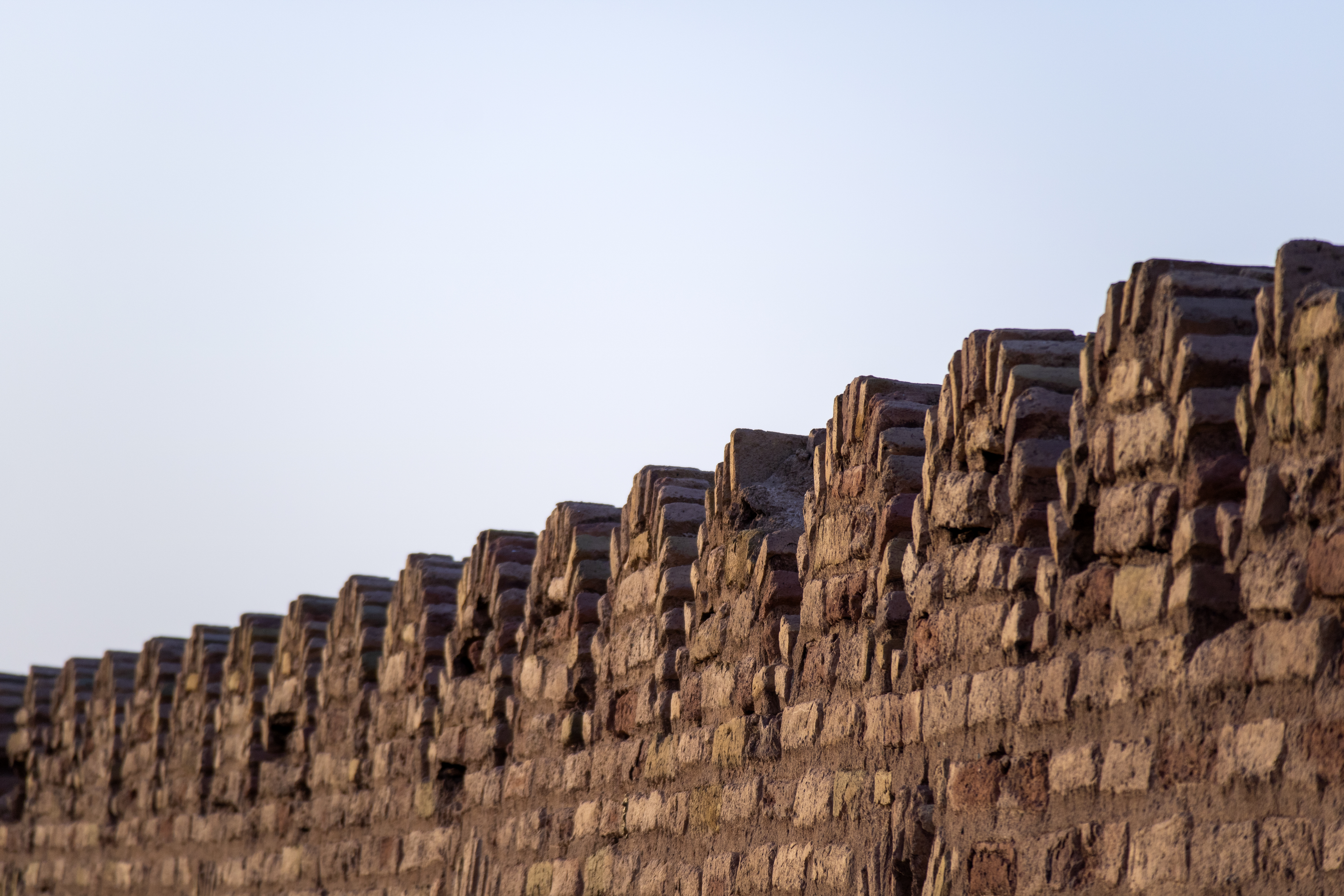
کنگره‌های ورودیِ کاروانسرای ساسانی دیر گچین

کُنگُرِه، که گاه با سکونِ «گ» هم تلفظ می‌شود، بلندی‌های سرِ دیوار، حصار، قلعه و دیوارها است. گاه به آن شُرفی یا شُرفه هم بگویند.
کنگره در اغلبِ ساختمان‌های باستانی ایران، به‌خصوص در تخت جمشید، فراوان یافت می‌شود.
کاربرد کنگره در دژهای کهن برای این بوده که دژبانان در میان دیوار محافظ جایی برای تیراندازی یا نیزه‌اندازی داشته‌باشند.
در ادبیات ایران بارها از واژهٔ کنگره استفاده شده‌است. خیام می‌گوید:
| دیدیم که بر کنگره‌اش فاخته‌ای |  | بنشسته همی‌گفت که کوکو کوکو |